# Front Row Motorsports
Front Row Racing est une écurie NASCAR basée à Statesville en Caroline du Nord et dirigée par Bob et Brad Jenkins.

## Parcours en NASCAR Cup series
L'écurie est engagée en NASCAR Cup Series dès sa création en 2005. Elle compte 2 victoires à son palmarès avec David Ragan en 2013 à Talladega et Chris Buescher en 2016 à Pocono.